# Брюггер, Мадс
Мадс Брюггер (дат. Mads Johan Brügger Cortzen, род. 24 июня 1972) — датский журналист, режиссёр, телеведущий, писатель и программный директор радиканала Radio24syv. Представитель своеобразного стиля журналистики — документального реализма.

## Биография
Мадс Брюггер родился в семье бывшего главного редактора Dagbladet Børsen Яна Кортсена и журналистки Ингеборге Брюггер. Он вырос в Рингстеде и учился в частной школе Rungsted. После переезда семьи во Фредериксстаден окончил Ingrid Jespersens Gymnasieskole.
Желание стать журналистом появилось в 19 лет, после участия в конкурсе сочинений, организованном Berlingske Tidende. Его эссе было о поездке в Южную Америку. Редактор Berlingske, несмотря на победу Брюггера в конкурсе, подверг его цензуре. Это отразилось на последующей работе: «Сталкиваясь с цензурой в столь юном возрасте, ты уже никогда не останешься прежним».
Учился на факультете журналистики в Københavns Universitet, получил степень бакалавра в области кинематографии, в то же время работал в качестве тележурналиста на Kanal 2 и журналистом в Ekstra Bladet.

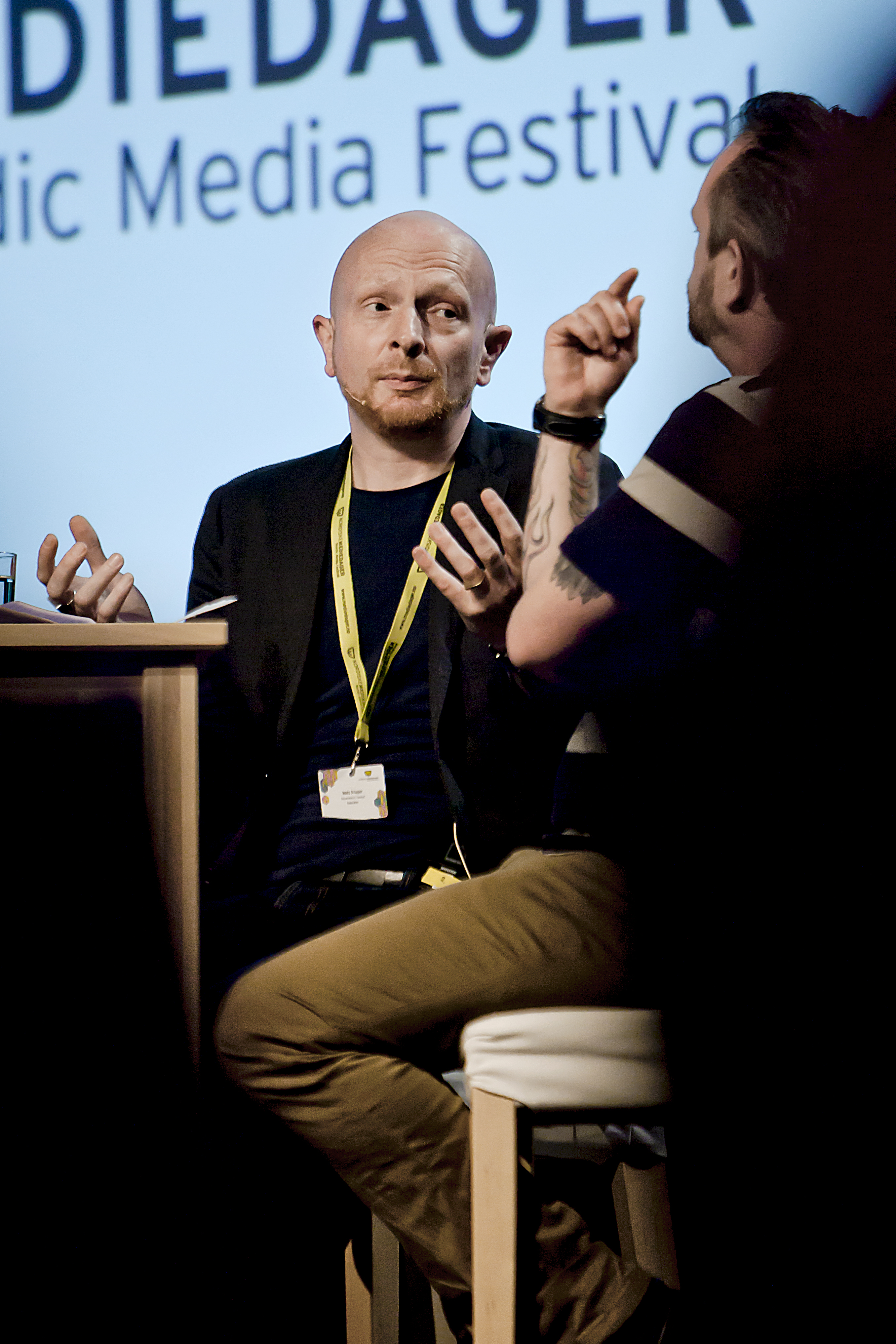
Mads Brügger, 2012

## Фильмы

### Датчане за Буша (2004)
Сатирический сериал на телеканале DR2. Мадс Кортсен и Якоб Бесков, одетые как сторонники Буша, путешествуют по Америке в автофургоне. В красных пиджаках со значками, воздушными шарами и наклейками на бампер они пытаются убедить рядовых американцев поддержать Джорджа Буша на выборах.
Беспокоясь, что роль неоконсерватора в демократической стране наподобие США слишком простая, Брюггер задумал поехать в Северную Корею.

### Красная капелла (2009)
«Красная капелла» — возможно, самый отвязный и неожиданный проект студии Ларса фон Триера Zentropa, справедливо названный критиками «чем-то средним между „Идиотами“ и „Боратом“». Тележурналист и документалист Мадс Брюггер приезжает в Северную Корею с культурной миссией — гастролями комической труппы датских корейцев, никогда в жизни не бывавших на исторической родине. Один из комиков — придурковатый толстяк, не знающий ни слова по-корейски, второй — заторможенный субъект в инвалидной коляске. Их подлинная задача — испытать границы терпимости тоталитарного режима, взорвать его при помощи абсурдных действий (чего стоят только скетчи о принцессе на горошине и даме-трансвестите), а заодно совершить турпоездку по самой большой театральной декорации мира, каковой им представляется Пхеньян. Очень смешная и крайне неполиткорректная картина получила приз на фестивале «Санденс» как лучший документальный фильм.

### Посол (2011)
В своем новом фильме Брюггер идет на шаг дальше.
В центре действия фильма — загадочный, странный, респектабельный и избалованный белый европеец, который походит одновременно на Генри Стэнли и Карла Лагерфельда. Он прибывает в бывшую французскую колонию, ставшую в 1960 году Центральноафриканской Республикой, с верительными грамотами, собираясь возглавить диппредставительство Либерии. Официальная версия — он богатый бизнесмен с хорошей репутацией, который намерен открыть здесь фабрику по производству спичек, нанять на работу местных жителей и обучить их азам работы на предприятии по видеороликам «индийских коллег». Однако на самом деле приезжий намерен получить доступ к богатым запасам местных алмазов.
Фильм «Посол» — трагикомедия, приоткрывающая завесу над причудливым и скрытым от нас миром африканской дипломатии, куда ежедневно текут реки джин-тоника, а проходимцы по части алмазов и развращенные политики водятся в избытке. Авторы фильма проникают в самую суть того, каким образом эта коррумпированная элита разоренной страны функционирует. Кроме того, картина дает представление о напряженных расовых проблемах на Чёрном континенте, и эта истина сильно отличается от того, как Африка изображается в большинстве фильмов. Проще говоря, фильм «Посол» — это рассказ о той Африке, какой её никто никогда не показывал прежде.

### Безнадёжное дело Хаммаршёльда (2019)
Фильм о расследовании Брюггером и частным детективом из Швеции Йёраном Бьёркдалем гибели генерального секретаря ООН Дага Хаммаршёльда в 1961 году в авиакатастрофе под Ндолой.

### Крот. Под прикрытием в Северной Корее (2020)
Новая глава отношений Брюггера и КНДР.
В документальном мини-сериале 2020 года Мадс, которому после выхода «Красной капеллы» заблокирован въезд в Северную Корею, готовит Ульриха Ларсена стать «кротом». Бывший повар, живущий на пособие, в течение 10 лет внедряется в Корейское Общество Дружбы (KFA). Он быстро продвигается по рядам и завоёвывает доверие лидера KFA Алехандро Као де Беноса из Испании. Као де Бенос говорит Кроту, что ищет возможных инвесторов, готовых вкладывать деньги в Северную Корею, несмотря на санкции против страны. Брюггер решает внести в историю «мистера Джеймса» (Джим Латраш-Квортруп), выдавая его за потенциального инвестора. После встречи с Као де Беносом о возможной продаже наркотиков и оружия из Северной Кореи, Крот и мистер Джеймс отправляются в Северную Корею, где они заключают контракт на производство наркотиков и оружия в третьей стране. Мистер Джеймс встречается с официальными представителями Северной Кореи в Уганде, где они обсуждают покупку острова в озере Виктория в Уганде, чтобы построить подземную фабрику наркотиков и оружия под прикрытием создания роскошного отеля.
12 октября 2020 года министры иностранных дел Швеции и Дании, Анн Линде и Йеппе Кофод, объявили, что они обратят внимание комитета ООН по санкциям на документальный фильм и также поднимут вопросы в Европейском союзе. Северная Корея через своё посольство в Швеции отрицала обвинения, высказанные в документальном фильме, и назвала его «фабрикацией». 9 сентября 2021 года китайские чиновники заявили, что следователям не следует использовать документальный фильм в качестве доказательства при расследовании нарушений санкций, поскольку видео были получены незаконным путем.